# 新原浩朗
新原 浩朗（にいはら ひろあき、1959年9月10日 - ）は、日本の経産官僚。経済産業省経済産業政策局長などを経て、内閣官房内閣審議官(事務次官級)を最後に、2024年9月30日退官。
福岡県出身。杉並区立泉南中学校、海城高等学校、東京大学経済学部経済学科卒業。

## 人物・経歴
1984年 通商産業省入省。1992年 米国留学（ミシガン大学大学院経済学博士課程）。
1997年 通商産業省大臣官房総務課課長補佐（法令審査委員）。1998年 通商産業省産業政策局総務課課長補佐（法令審査委員）。
1999年 通商産業省産業政策局総務課企画調査官。2000年 通商産業省産業政策局商務流通企画調査官。2001年 経済産業省産業技術環境局政策企画官。2002年 経済産業省商務情報政策局情報経済課長。2004年 経済産業省製造産業局紙業生活文化用品課長。
2006年 米国ハーバード大学経済学部客員研究員。2007年 経済産業省経済産業政策局産業組織課長。2009年 経済産業省大臣官房参事官（商務流通グループ・総合調整担当）。
2010年 菅直人内閣総理大臣秘書官。2011年 経済産業省大臣官房審議官（経済産業政策局担当）。
2011年 資源エネルギー庁省エネルギー・新エネルギー部長。民主党政権下、東日本大震災後の新たなエネルギー政策として、菅直人総理大臣や孫正義ソフトバンク社長肝いりの太陽光発電・風力発電事業・地熱発電事業など再生可能エネルギーの固定価格買い取り制度（FIT）において、当時で国際価格の2倍ほどにあたる40円等という高めの買い取り価格設定を行った（固定価格買い取り制度#日本の導入状況を参照）。
2013年 厚生労働省大臣官房審議官（健康医療戦略・職業能力開発担当）。2014年 内閣府大臣官房審議官（経済財政運営担当）。（併）内閣官房一億総活躍推進室次長。
2016年 内閣府政策統括官 (経済財政運営担当)。（併）内閣官房働き方改革実現推進室長代行補。2017年 （併）内閣官房人生100年時代構想推進室長代行補。
2018年 経済産業省経済産業政策局長。（併）内閣官房日本経済再生総合事務局長代理補。
2021年 内閣官房内閣審議官（事務次官級）兼国際博覧会推進本部事務局長兼成長戦略会議事務局長代理、デジタル市場競争本部事務局長代理、成長戦略会議事務局長代理、成長戦略会議事務局官民一体型キャンペーン準備室長、成長戦略会議事務局私的独占禁止法特例法担当室長、新しい資本主義実現本部事務局長代理、新しい資本主義実現本部事務局私的独占禁止法特例法担当室長、大阪・関西万博関係府省庁連絡会議副議長。
2022年 勤務延長（併）内閣官房スタートアップ創出総括官、内閣官房新しい資本主義実現本部事務局フリーランス取引適正化法制準備室長、スタートアップ創出調整連絡会議副議長。2023年 勤務延長。2024年 勤務延長。
2024年9月30日　65歳になり、国家公務員法の勤務延長の期限到来により退官。
キャノングローバル戦略研究所 研究主幹に着任。
米国ハーバード・ビジネス・スクール エグゼクティブフェローに着任。
NTTデータ経営研究所　特別顧問に着任。
早稲田大学 大学院経営管理研究科（ビジネススクール）客員教授、東京大学 公共政策大学院客員教授に着任。
株式会社ACES (東京大学松尾研発のAIスタートアップ)  社外取締役に着任。
株式会社松尾研究所（AIの応用研究と社会実装、AI・DX人材の育成、スタートアップの育成）顧問に着任。

## 家族
- 妻は女優・タレントの菊池桃子（2019年11月に結婚）[3]。新原は初婚、菊池は再婚である。菊池の子2人と養子縁組。

## 書籍
- 「日本の優秀企業研究 企業経営の原点－6つの条件」新原浩朗(2003)日本経済新聞社
- 「フランチャイズ組織の分権的進化と多元化」新原浩朗・高岡美佳(2004)『組織科学』
- 「わが国のコーポレート・システムをめぐる現状認識と課題」新原浩朗(2008)『旬刊商事法務』
- 「転換期の日本企業とコーポレート・ガバナンスー経営者と株主の対話の基盤づくりー」新原浩朗(2009)『旬刊商事法務』
- 「組織の経済学のフロンティアと日本の企業組織」新原浩朗(2023)日本経済新聞社